# Carcastillo
Carcastillo est une ville et une municipalité de la Communauté forale de Navarre (Espagne).
Elle est située dans la mérindade de Tudela et à 70 km de sa capitale, Pampelune. Jusqu'au milieu du XIXe siècle, il appartenait à l'abbaye Santa María de la Oliva.

## Localités limitrophes
Murillo el Fruto, Gallipienzo et Cáseda au nord, Sos del Rey Católico (Aragón) et Sádaba (Aragón) à l'est, les Bardenas Reales et Mélida au sud, Santacara à l'ouest.

## Administration
Le maire actuel se nomme Javier Igal Iguaz.

## Démographie
Il y a trois centres de population: en 2019, Carcastillo et La Oliva, avaient 2.181 habitants, et Figarol, commune à 7 km de Carcastillo, 314 habs.
| Évolution démographique                                     | Évolution démographique | Évolution démographique | Évolution démographique | Évolution démographique | Évolution démographique | Évolution démographique | Évolution démographique | Évolution démographique | Évolution démographique | Évolution démographique |
| 1996                                                        | 1998                    | 1999                    | 2000                    | 2001                    | 2002                    | 2003                    | 2004                    | 2005                    | 2006                    | 2007                    |
| ----------------------------------------------------------- | ----------------------- | ----------------------- | ----------------------- | ----------------------- | ----------------------- | ----------------------- | ----------------------- | ----------------------- | ----------------------- | ----------------------- |
| 2 670                                                       | 2 655                   | 2 621                   | 2 620                   | 2 630                   | 2 646                   | 2 708                   | 2 675                   | 2 648                   | 2 602                   | 2 506                   |
| Sources: Carcastillo et instituto de estadística de navarra |                         |                         |                         |                         |                         |                         |                         |                         |                         |                         |

## Patrimoine

### Patrimoine religieux
- Abbaye Santa María de la Oliva (Navarre). Monastère cistercien du XIIe siècle.
- Église de El Salvador (Carcastillo) du XIIIe siècle.
- Palais seigneurial des abbés de La Oliva (XVIe siècle).

### Patrimoine culturel
Tous les 18 septembre, dès l'aube, c'est la Sanmiguelada, au lieu-dit El Paso. C'est la fête de la transhumance depuis les vallées pyrénéennes de Roncal et Salazar, des milliers de brebis se dispersent dans les Bardenas Reales.

### Sources
- (es) Cet article est partiellement ou en totalité issu de l’article de Wikipédia en espagnol intitulé « Carcastillo » (voir la liste des auteurs).